# Seznam hlav států v roce 1944
Představitelé států a závislých území v roce 1944.

## Afrika
| Název státu                     | Státní vlajka | Hlava státu        | Generální guvernér                                                                                          | Předseda vlády                                     |
| ------------------------------- | ------------- | ------------------ | --- | -------------------------------------------------- |
| Basutsko                        |               | Jiří VI.           | Sir Edmund Charles Smith Richards                                                                           |                                                    |
| Bečuánsko                       |               | Jiří VI.           | |                                                    |
| Britské Somálsko                |               | Jiří VI.           | |                                                    |
| Britský Kamerun                 |               | Jiří VI.           | |                                                    |
| Britský Togoland                |               | Jiří VI.           | |                                                    |
| Dahomey                         |               | Albert Lebrun      | Léon Henri Charles Cayla (od 10. srpna)                                                                     |                                                    |
| Egyptské království             |               | Farúk I.           | |                                                    |
| Etiopie                         |               | Haile Selassie I.  | |                                                    |
| Francouzská Guinea              |               | Albert Lebrun      | Pierre François Boisson (do 10. srpna), Léon Henri Charles Cayla (od 10. srpna)                             |                                                    |
| Francouzská rovníková Afrika    |               | Albert Lebrun      | |                                                    |
| Francouzské Alžírsko            |               | Albert Labrun      | |                                                    |
| Francouzské Somálsko            |               | Albert Labrun      | Hubert Jules Deschamps                                                                                      |                                                    |
| Francouzský Kamerun             |               | Albert Lebrun      | |                                                    |
| Francouzský protektorát Maroko  |               | Mohammed V.        | Charles Hippolyte Noguès                                                                                    |                                                    |
| Francouzský protektorát Tunisko |               | Ahmad II.          | Eirik Labonne                                                                                               |                                                    |
| Francouzský Súdán               |               | Albert Labrun      | Pierre François Boisson (do 10. srpna), Léon Henri Charles Cayla (od 10. srpna)                             |                                                    |
| Francouzský Togoland            |               | Albert Lebrun      | |                                                    |
| Jihoafrická unie                |               | Jiří VI.           | Sir Patrick Duncan                                                                                          | Barry Hertzog (do 5. září), Jan Smuts (od 5. září) |
| Jihozápadní Afrika              |               | Jiří VI.           | Sir Patrick Duncan                                                                                          | Barry Hertzog (do 5. září), Jan Smuts (od 5. září) |
| Jižní Rhodesie                  |               | Jiří VI.           | Sir Herbert Stanley                                                                                         | Godfrey Huggins                                    |
| Keňa                            |               | Jiří VI.           | Sir Robert Brooke-Popham                                                                                    |                                                    |
| Libérie                         |               | Edwin Barclay      | |                                                    |
| Malagasy                        |               | Albert Lebrun      | |                                                    |
| Mauritius                       |               | Jiří VI.           | Sir Bede Edmund Hugh Clifford                                                                               |                                                    |
| Ňasko                           |               | Jiří VI.           | Sir Harold Baxter Kittermaster (do 20. března), Sir Henry C. D. Cleveland Mackenzie-Kennedy (od 20. března) |                                                    |
| Nigérie                         |               | Jiří VI.           | Sir Bernard Henry Bourdillon                                                                                |                                                    |
| Ruanda-Urundi                   |               | Leopold III.       | Eugène Jungers                                                                                              |                                                    |
| Severní Rhodesie                |               | Jiří VI.           | Sir John Alexander Maybin                                                                                   |                                                    |
| Tanganika                       |               | Jiří VI.           | Sir Mark Aitchison Young                                                                                    |                                                    |
| Uganda                          |               | Jiří VI.           | |                                                    |
| Zanzibar                        |               | Khalifah ibn Harub | |                                                    |
| Zlatonosné pobřeží              |               | Jiří VI.           | |                                                    |

## Asie
| Název státu                      | Státní vlajka | Hlava státu                                      | Předseda vlády                         |
| -------------------------------- | ------------- | ------------------------------------------------ | -------------------------------------- |
| Aden                             |               | Jiří VI.                                         |                                        |
| Afghánistán                      |               | Mohammmed Záhir Šáh                              |                                        |
| Bhútán                           |               | Jigme Wangchuk                                   |                                        |
| Brunej                           |               | Ahmad Tajuddin                                   |                                        |
| Ceylon                           |               | Jiří VI.                                         | Sir Andrew Caldecott (guvernér)        |
| Čínská republika                 |               | Lin Sen                                          |                                        |
| Filipíny                         |               | Manuel L. Quezon                                 |                                        |
| Indie                            |               | Jiří VI.                                         |                                        |
| Irácké království                |               | Ghazi I. (do 4. dubna), Fajsal II. (od 4. dubna) | Abd al-Ilah (od 4. dubna, regent)      |
| Írán                             |               | Reza Shah Pahlavi                                |                                        |
| Japonsko                         |               | Hirohito                                         |                                        |
| Jemenské království              |               | Yahya Muhammad Hamid ad-Din                      |                                        |
| Jordánsko                        |               | Abdallah ibn Husain I.                           |                                        |
| Labuan                           |               | Jiří VI.                                         |                                        |
| Malajská federace                |               | Jiří VI.                                         |                                        |
| Mandžukuo                        |               | Aisin-Gioro Puyi                                 |                                        |
| Muscat                           |               | Saíd bin Tajmúr                                  |                                        |
| Mongolsko                        |               | Dansrabilegiin Dogson (do 9. července)           |                                        |
| Nepál                            |               | Tribhuvan                                        |                                        |
| Omán                             |               | Saíd bin Tajmúr                                  |                                        |
| Palestina                        |               | Jiří VI.                                         | Sir Harold MacMichael (vrchní komisař) |
| Sarawak                          |               | Charles Vyner Brooke (rádža)                     |                                        |
| Saúdská Arábie                   |               | Abdul-Aziz bin Saud                              |                                        |
| Severní Borneo                   |               | Jiří VI.                                         |                                        |
| Thajsko                          |               | Ananda Mahidol                                   |                                        |
| Vietnam                          |               | Bao Dai                                          |                                        |
| Nezávislý stát Barma             |               | Dr. Bha Mo                                       |                                        |
| Čínská republika (Wang Ťing-wej) |               | Wang Ťing-wej- Chen Gongbo                       |                                        |